# Geelkoppurpermot
De geelkoppurpermot (Eriocrania salopiella) is een vlinder uit de familie Eriocraniidae, de purpermotten.
De spanwijdte is ongeveer 10 millimeter.